# 来栖三郎

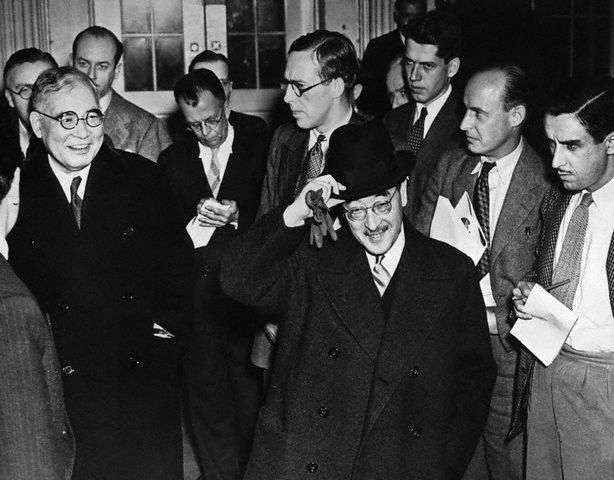
野村吉三郎大使 (左) 与来栖特使在白宫会见完罗斯福总统 (1941年11月27日)

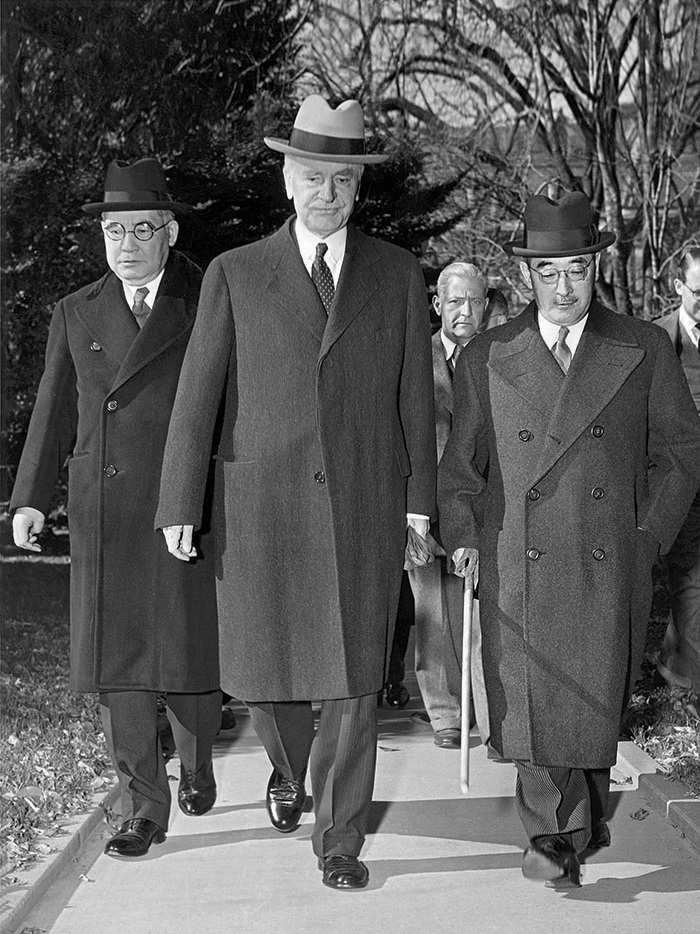
野村 (左)与来栖 (右) 同国务卿赫尔会谈 (1941年11月17日，珍珠港袭击事件三周前)

来栖三郎（日语：／，1886年3月6日—1954年4月7日），日本职业外交官。1939年至1941年11月期间，他担任日本驻德国大使，并于1940年9月27日作为日本代表与德意两国外交部长签署了《三国同盟条约》。之后他在1941年作为特使被东条英机内阁派往美国参加对美和平谈判，与此同时东条内阁也计划着谈判不成便对美国展开攻击。

## 生平
東鄉茂德外相任命他為駐美特命全權大使，負責日美談判，他以「第二大使」的身份進入華盛頓，協助野村吉三郎大使進行日美談判。由於三國同盟條約簽署時來栖三郎是駐德國大使，美方將來栖視為親軸心國派，甚至不喜歡他。國務卿科德爾·赫爾也在日記中嚴厲批評了來栖三郎，有人認為這項任命引起美方的不信任，對日美談判產生了相反的效果。
在日本國內，軍方也已經做好了戰爭準備，有些人甚至祈禱來栖搭乘的飛機墜毀。
1942年，他乘坐因日美戰爭爆發的日美戰時交換船返回日本。他於1945年2月退休，戰後被駐日盟軍總司令開除公職。1951年他恢復公職資格，1954年去世。

## 流行文化
来栖三郎曾在以下影视作品中出现：
- 十朱久雄（日语：十朱久雄） - 《虎!虎!虎!》 (1970年)
- 内田稔（日语：内田稔） - 《山河燃烧》 (1984年)
- 鈴木瑞穂（日语：鈴木瑞穂） - 《命》 (1992年)

## 延伸阅读
- Masterson, Daniel M. and Sayaka Funada-Classen. (2004), The Japanese in Latin America: The Asian American Experience. Urbana, Illinois: University of Illinois Press. ISBN 978-0-252-07144-7; OCLC 253466232
- Nussbaum, Louis Frédéric and Käthe Roth. (2005). Japan Encyclopedia. Cambridge: Harvard University Press. ISBN 978-0-674-01753-5; OCLC 48943301 Archive.today的存檔，存档日期2012-12-04